# Melica ceretana
Melica ceretana là một loài thực vật có hoa trong họ Hòa thảo. Loài này được Sennen mô tả khoa học đầu tiên năm 1927.